# Serrat de Muntcanó
El Serrat de Muntcanó és una muntanya de 585 metres que es troba al municipi de Vilanova de l'Aguda, a la comarca catalana de la Noguera.